# Liz Akama
Liz Akama (født 2009) er en japansk skateboarder.
Hun repræsenterede Japan ved sommer-OL i Paris i 2024 , hvor hun vandt sølv i street.